# نبرد گذرگاه میماسه
نبرد میماسه‌توگه (به ژاپنی: 三増峠の戦い みませとうげのたたかい)، نبرد قلعه اوداوارا (۱۵۶۹ میلادی)، حمله خاندان هوجوی اخیر/خاندان گو-هوجو به ارتش تاکدا بود که در گذرگاه میماسه در سال ۱۵۶۹ رخ داد، زیرا نیروهای تاکدا شینگن پس از محاصره‌های ناموفق مکرر قلعه اوداوارا متعلق به خاندان هوجوی اخیر در استان کاناگاوا در ژاپن عقب‌نشینی کرده بودند.

## علت اختلاف بر سر قلمرو خاندان ایماگاوا بود
هوجو اوجی‌یاسو، که به عنوان حاکم منطقه کانتو حکمرانی می‌کرد، و تاکدا شینگن، که قوی‌ترین ارتش پیروز دوران سنگوکو را رهبری می‌کرد، مدت‌ها در مسیر همکاری از طریق اتحاد سه‌گانه، که در سال ۱۵۵۴ منعقد شد، بودند (تنبون ۲۳).
با این حال، زمانی که خاندان ایماگاوا در ولایت سوروگا (بخش مرکزی و شمال شرقی شیزوئوکای کنونی) که در این اتحاد نقش داشت، وضعیت کاملاً تغییر کرد. تاکدا شینگن اتحاد را ترک کرد و با خاندان‌های ایماگاوا و گو-هوجو دشمنی کرد.
تاکدا شینگن که قلمروش شامل دریا نمی‌شد، شروع به حرکت به سمت قلمرو خاندان ایماگاوا کرد. با این حال، این اوجی‌یاسو بود که حرکت افقی را انجام داد. آنها برای جلوگیری از حرکت تاکدا شینگن، نیروهای کمکی را به خاندان ایماگاوا فرستادند.
در نتیجه، تاکدا شینگن تصمیم به سرنگونی خاندان گو-هوجو گرفت. در سال ۱۵۶۹ (سال دوازدهم ایروکو)، او برای حمله به قلعه اوداوارا (شهر اوداوارا، استان کاناگاوا)، محل سکونت خاندان گو-هوجو، حرکت کرد.

## دو غول شرق ژاپن سرانجام با هم درگیر شدند
هوجو اوجی‌یاسو خود را در قلعه اوداوارا ساکن می‌کند و آمادگی خود را برای شرکت در یک جنگ طولانی مدت نشان می‌دهد. با این حال، تاکدا شینگن پس از تنها چهار روز از تصرف قلعه اوداوارا منصرف شد و عقب‌نشینی کرد. پس از مدتی وقت گذاشتن برای حمله به قلعه هاچیگاتا/محاصره هاچیگاتا (۱۵۶۸) (شهر یوری، استان سایتاما) و قلعه تاکی‌یاما (توکیو) (شهر هاچیئوجی، توکیو) و شکست در تصرف آنها، متوجه شدند که در یک جنگ طولانی مدت در وضعیت نامناسبی قرار دارند.
با عقب‌نشینی ارتش تاکدا، هوجو اوجی‌یاسو فرصتی را می‌بیند. بلافاصله هوجو اوجیکونی از قلعه هاچیگاتا و هوجو اوجیترو از قلعه تاکی یاما در گذرگاه میماسه مستقر شدند و به همراه نیروی اصلی قلعه اوداوارا تلاش کردند از کنار به ارتش تاکدا حمله کنند. در اینجا بود که نبرد میماسه بین ارتش گو-هوجو با حدود ۳۰۰۰۰ سرباز و ارتش تاکدا با تقریباً ۲۱۰۰۰ سرباز رخ داد.

### جنگ کوهستانی
زمانی که تاکدا شینگن متوجه شد که نیروهای دشمن در مسیر او منتظر هستند، به نیروی ۵۰۰۰ نفره یاماگاتا ماساکاگه دستور داد که مسیری انحرافی داشته باشند و از عقب به دشمن حمله کنند. سرانجام سپاه گو-هوجو که در بالای گردنه کوهستان اردو زده بود با سپاه تاکدا که در حال بالا رفتن از گردنه کوه بود درگیر شد.
در ابتدای نبرد، ارتش هوجو دست بالا را داشت، اما نیروی اصلی به رهبری هوجو اوجیماسا که قرار بود قلعه اوداوارا را ترک کند و از پشت به ارتش تاکدا حمله کند، وارد نشد. در این مدت، واحد یاماگاتا شوکی ارتش تاکدا به‌طور ناگهانی از پشت به ارتش گو-هوجو حمله کرد.
ارتش گو-هوجو به‌طور کامل نابود شد و نبرد با پیروزی تاکدا شینگن به پایان رسید. تا پایان، هوجو اوجی‌یاسو دستورالعمل‌هایی را از قلعه اوداوارا ارسال کرد و تاکدا شینگن در حالی که وضعیت را از اردوگاه اصلی ارزیابی می‌کرد، رهبری ارتش را بر عهده داشت. گفته می‌شود که این تفاوت نتیجه را رقم زد.
اگر اوجی‌یاسو، ژنرال خشن معروف به «شیر ساگامی» فرماندهی قلعه اوداوارا را بر عهده می‌گرفت، ممکن بود نتیجه متفاوت باشد. پس از قدرت آزمایی، خاندان گو-هوجو و خاندان تاکدا قدرت یکدیگر را شناختند و دوباره با هم متحد شدند.